# Locomoção terrestre

Um exemplo de locomoção terrestre. Um cavalo – um quadrúpede ungulígrado de postura ereta – com uma marcha galopante. Uma animação de 2006 de 1887 fotos de Eadweard Muybridge

A locomoção terrestre evoluiu como animais adaptados de ambientes aquáticos para terrestres. A locomoção em terra levanta problemas diferentes do que na água, com a redução do atrito sendo substituída pelo aumento dos efeitos da gravidade.
Alguns terrenos e superfícies terrestres permitem ou exigem estilos alternativos de locomoção. Um componente deslizante para a locomoção torna-se possível em superfícies escorregadias (como gelo e neve), onde a localização é auxiliada pela energia potencial, ou em superfícies soltas (como areia ou cascalho), onde o atrito é baixo, mas a tração é difícil. Os humanos, especialmente, se adaptaram a deslizar sobre a neve e o gelo terrestre por meio de patins de gelo, esquis de neve e tobogãs.

## Limites e extremos
O animal terrestre mais rápido é a chita, que pode atingir velocidades máximas de aproximadamente 104 km/h (64 mph). O lagarto que corre mais rápido é a iguana negra, que foi registrada movendo-se a uma velocidade de até 34,9 km/h (21,7 mph).